# Ganglion trigéminal
Pour les articles homonymes, voir Gasser.

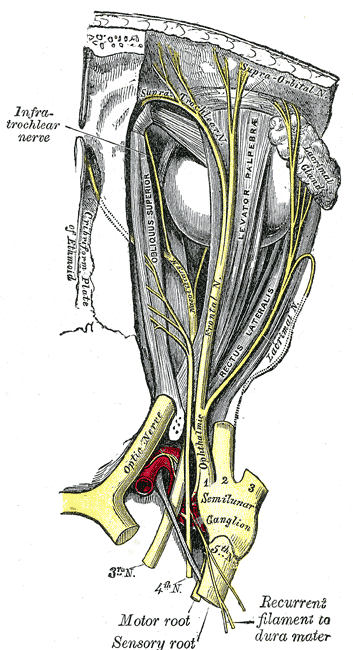
Vue supérieure des nerfs de l'orbite. Le ganglion trigéminal se trouve en bas à droite.

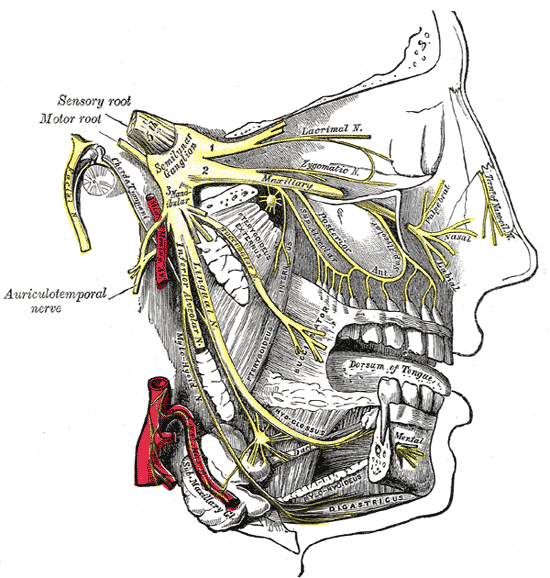
Vue latérale du ganglion trigéminal et de sa trifurcation donnant les trois branches du nerf trijumeau.

Le ganglion trigéminal, anciennement ganglion de Gasser (ou encore ganglion trigéminé ou ganglion semi-lunaire) est le ganglion nerveux du nerf trijumeau (cinquième paire de nerfs crâniens). Siège des corps cellulaires des neurones sensitifs du nerf, il est au trijumeau ce que les ganglions rachidiens postérieurs sont aux nerfs spinaux.
Le ganglion trigéminal est dit « de Gasser » d'après le nom de celui qui l'a décrit, Johann Laurentius Gasser, un anatomiste autrichien du XVIIIe siècle (1723-1765).

## Anatomie
Le ganglion trigéminal se situe à la base du crâne, sur la face endocrânienne antérieure (c'est-à-dire antérosupérieure) du rocher de l'os temporal où il répond à  l'empreinte trigéminale proche de l'apex. Il est disposé dans un dédoublement de dure-mère appelé cavum trigéminal (de Meckel).
Sa forme est plus ou moins celle d'un croissant dont la convexité regarde en avant et en dehors. De ce bord antérieur émergent les trois grosses branches de division du nerf trijumeau : les nerfs ophtalmique (V1), maxillaire (V2) et mandibulaire (V3). Tandis que les nerfs ophtalmique et maxillaire sont purement sensitifs, le nerf mandibulaire est sensitivomoteur car il s'anastomose avec la racine motrice du trijumeau dès que celle-ci émerge du foramen ovale.
En dedans, le ganglion trigéminal est en rapport avec la carotide interne et la partie postérieure du sinus caverneux. Il reçoit du côté médial des filets nerveux en provenance du plexus carotidien sympathique. En bas il est en rapport avec la racine motrice du trijumeau qui sort du crâne par le foramen ovale, et avec le nerf grand pétreux superficiel.

## Importance clinique
- Dans l'herpès labial, l'Herpes simplex virus (HSV) persiste à l'état latent dans le ganglion trigéminal[2] et se réactive par intermittence en occasionnant des poussées (« boutons de fièvre »).
- Toute atteinte du ganglion trigéminal peut entraîner une névralgie du trijumeau qui se caractérise par des douleurs faciales très intenses accompagnées de paresthésies (sensations de décharges électriques), cependant cette névralgie est le plus souvent essentielle ou idiopathique c'est-à-dire que sa cause n'est pas connue. Dans ce cas l'injection de glycérol dans le ganglion ou sa thermocoagulation peuvent être utilisées pour soulager les douleurs de névralgie.
- La destruction du ganglion, qu'elle soit chirurgicale ou de cause infectieuse, peut conduire à un syndrome trophique du trijumeau qui associe anesthésie et paresthésies, voire des complications cutanées telles que des érosions et ulcérations de l'aile du nez.